# 1886 dans les chemins de fer
Chronologie des chemins de fer
1885 dans les chemins de fer - 1886 - 1887 dans les chemins de fer

## Évènements
- 1er janvier.  Algérie :   ouverture de la section Palestro-Draâ El Mizan du chemin de fer d'Alger à Constantine et prolongements. (Compagnie de l'Est algérien).

- 1er juillet.  Suisse :   Création de la compagnie de chemin de fer du Central Vaudois.

- 22 août.  France :   ouverture de la section Caen-Aunay-Saint-Georges de la ligne Caen - Vire.

- 19 septembre.  France :   La ligne Voujeaucourt - Saint-Hippolyte est inaugurée par le PLM.

- 1er octobre.  Algérie :   ouverture de la section Bouira-El Adjiba du chemin de fer d'Alger à Constantine et prolongements. (Compagnie de l'Est algérien).

- 18 octobre.  France :   ouverture de la ligne de Grande Ceinture Stratégique entre Massy-Palaiseau et Orly.

## Décès
- 1er mai : meurt à Panama, de la fièvre jaune, Léon Boyer, Ingénieur des ponts et chaussées concepteur des viaduc de la Crueize et de Garabit[1].